# Stadtarchiv Laatzen
Das Stadtarchiv Laatzen verwahrt die archivwürdigen Unterlagen der heutigen Stadt Laatzen sowie Urkunden und andere Dokumente der teils bis 1974 selbständigen Gemeinden Gleidingen, Grasdorf, Ingeln, Oesselse und Rethen an der Leine.

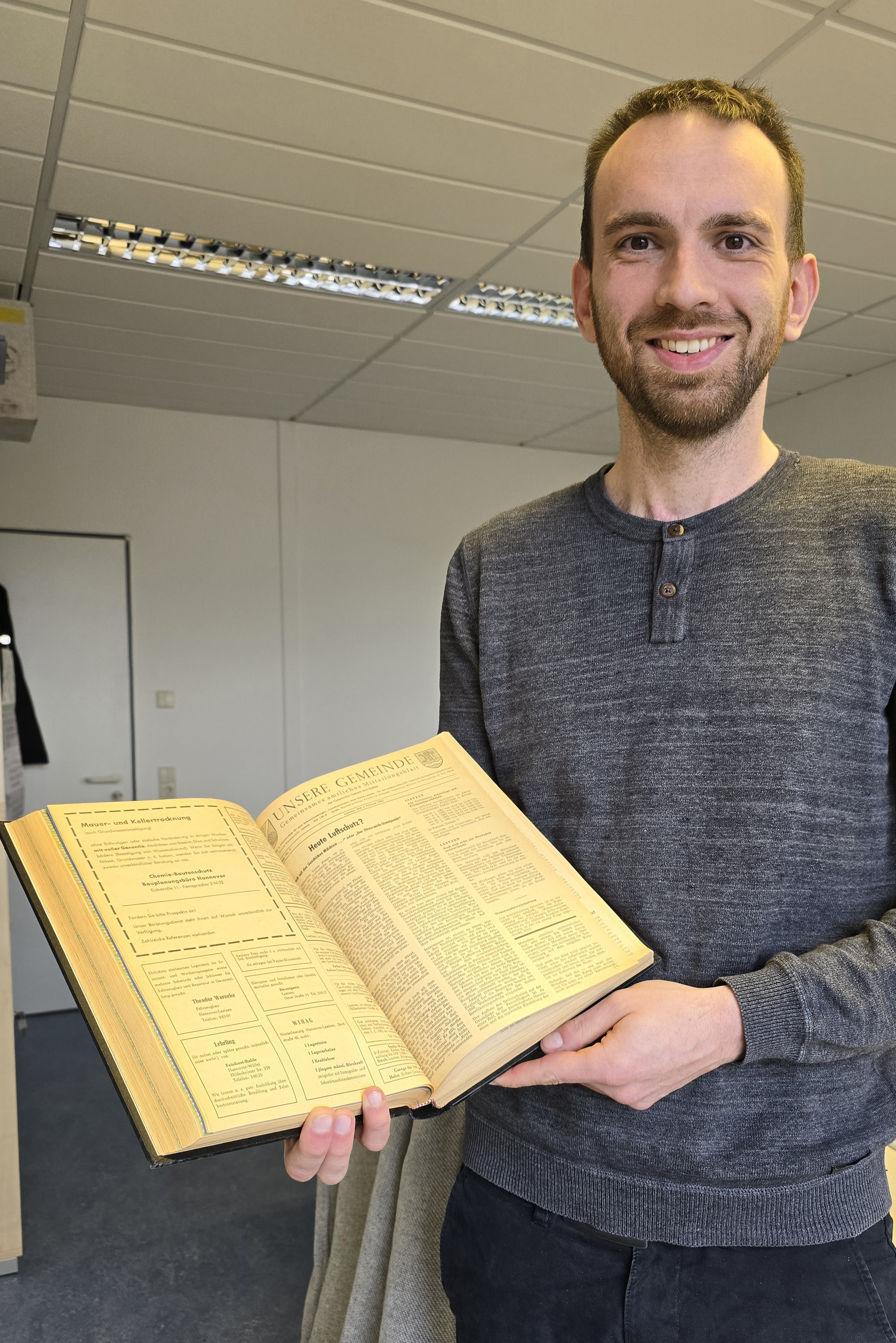
Stadtarchivar Manuel Schwanse mit historischem Amtsblatt

Die von dem Historiker und Dokumentar Manuel Schwanse seit dem 1. Juli 2020 geleitete Einrichtung in der Gutenbergstraße 15 in Laatzen-Mitte verzeichnet rund 150 laufende Meter Unterlagen städtischer Herkunft ab dem Jahr 1538, wobei der Schwerpunkt auf dem 19. und 20. Jahrhundert liegt. Die kommunalen Unterlagen werden ergänzt durch rund 6000 Fotos und Diapositive, Filme, zahlreiche Karten und Pläne sowie Zeitungen, eine Zeitungsausschnittsammlung und eine Archivbibliothek. Daneben verwahrt das Archiv Nachlässe und Familienpapiere, Unterlagen von Verbänden, Vereinen und anderen Institutionen sowie verschiedene Sammlungen zur Stadtgeschichte.
Nach Vereinbarung können Interessierte vor Ort einen Arbeitsplatz mit Scann- und Kopiermöglichkeit nutzen.